# WINTEX
WINTEX (WINTer EXercise, Winterübung) war eine Stabrahmenübung der NATO, die von 1968 bis 1989 alle zwei Jahre durchgeführt wurde und eine militärische Auseinandersetzung mit dem Warschauer Pakt zum Thema hatte.
Die Übungsreihe entstand aus älteren FALLEX-Übungen, die eine Eskalation zum Atomkrieg in Europa durchspielten. Das erste Manöver dieser Art war Fallex 62. Die Zeitschrift Der Spiegel machte es 1962 bekannt und löste damit die Spiegel-Affäre aus.
Die WINTEX-Übungen folgten auf den Wandel der NATO-Strategie zur Flexible Response. Sie dienten dem besseren Zusammenwirken zwischen militärischer Verteidigung, Zivilschutz und Katastrophenschutz im Fall eines Atomkriegs auf deutschem Boden und der Schulung des beteiligten Personals. Die Rechtsgrundlage dafür waren die Notstandsgesetze von 1968. Die Manöver wurden auf westdeutscher Seite militärisch vom Amt für Studien und Übungen der Bundeswehr, zivil von der Akademie für zivile Verteidigung (AKZV) vorbereitet. Arbeitsgruppen der NATO schrieben Drehbücher für die Übungen nach verschiedenen politischen Vorgaben der NATO-Staaten. Die westdeutschen Übungsstäbe sollten das Zusammenspiel der nationalen Verfahren mit denen der NATO üben, prüfen, auswerten und anhand der Ergebnisse weiterentwickeln. Geprüft wurde auch das Funktionieren der Notstandsverordnungen, um mögliche Gesetzeslücken festzustellen.
Abteilungsleiter der zuständigen Ministerien spielten die Rolle der Bundesminister, des Bundeskanzlers und Bundespräsidenten bei den Übungen. Etwa 1000 bis 1500 Bundesbedienstete waren allein im Regierungsbunker Ahrweiler (Eifel) beteiligt, weitere in Atomschutzbunkern der Landesregierungen.
Bei den Vorbereitungen zur Übung „Wintex 73“ wurden der sowjetischen Botschaft in Bonn Geheimpapiere zur Übung im Auswärtigen Amt zugespielt. Die Botschaft gab diese Papiere an die deutschen Behörden zurück.
Als größter Nachteil der Übungen galt die mangelnde Berücksichtigung tatsächlicher Wirkungen von Atomexplosionen. Die letzte Übung im Jahr 1989 wurde abgebrochen, nachdem Waldemar Schreckenberger, der innerhalb des Manövers die Rolle des Bundeskanzlers („Bundeskanzler übungshalber“, kurz: „BK-Üb“) innehatte, übereinstimmend mit dem tatsächlichen Bundeskanzler Helmut Kohl dem NATO-Oberkommando im Manöverszenario die Zustimmung zur Simulation von Nuklearwaffeneinsatzen nahe deutscher Großstädte versagte. Bereits bei vorausgehenden Übungen hatten SPD-Landesregierungen ihre Wintex-Teilnahme jeweils beendet, sobald es in der Übungslage zum Einsatz von Atomwaffen kam.